# Los Angeles Metro Busway
Metro Busway è un sistema di Bus Rapid Transit (BRT) operante nell'area metropolitana di Los Angeles. Operano su sede propria o su sede condivisa. Rispetto ai bus classici hanno una tariffa speciale, più alta. La prima linea è stata la G ed è caratterizzata dal colore arancione (precedentemente conosciuta solamente come linea arancione). 

## Linee

Mappa dei servizi Metro Rail e Metro Busway

Il sistema comprende due linee. A differenza delle linee Metro Rail, l'icona è quadrata e non circolare.
| Linea | Apertura | Lunghezza (km) | Stazioni | Capilinea                                              |
| ----- | -------- | -------------- | -------- | ------------------------------------------------------ |
|       | 2005     | 35             | 17       | - Chatswood - North Hollywood                          |
|       | 2009     | 61             | 12       | - El Monte - Harbor Gateway Transit Center - San Pedro |

## Infrastrutture utilizzate

### Linea G
Utilizza interamente una propria sede protetta, che interseca strade pubbliche. Tuttavia non tutti gli incroci garantiscono la priorità ai mezzi, riducendo la capacità e la frequenza della linea.

### Linea J
Le uniche sedi protette sono la Elmonte Busway, tra El Monte e la Union Station, e la Harbor Transitway, tra 37th Street/USC ePacific Coast Highway. Tuttavia queste sedi sono condivise con altre linee (prevalentemente espresse), dal Silver Streak di Foothill Transit (sulla El Monte busway) e, solo in tempi recenti, da alcune auto private. L'accesso alle auto private però è consentito solo mediante pagamento di un pedaggio elettronico, il cui importo, varia in base ai passeggeri trasportati. I mezzi della linea J, al di fuori della El Monte Busway e della Harbor Transitway, corrono su strade pubbliche, dove le corsie riservate ai bus sono relativamente poche.

## Mezzi utilizzati
Le linee Busway utilizzano propri mezzi, con apposite livree per renderli facilmente riconoscibili. Si trattano prevalentemente di NABI compobus 45 e NABI BRT 60 utilizzanti CNG. Dal 2020 poi sono stati lentamente introdotti anche dei New Flyer XE60 elettrici. Alle volte però capita che mezzi riservati ai servizi Metro Local e Metro Rapid possano essere utilizzati sulle linee.

NABI BRT 60 sulla linea G
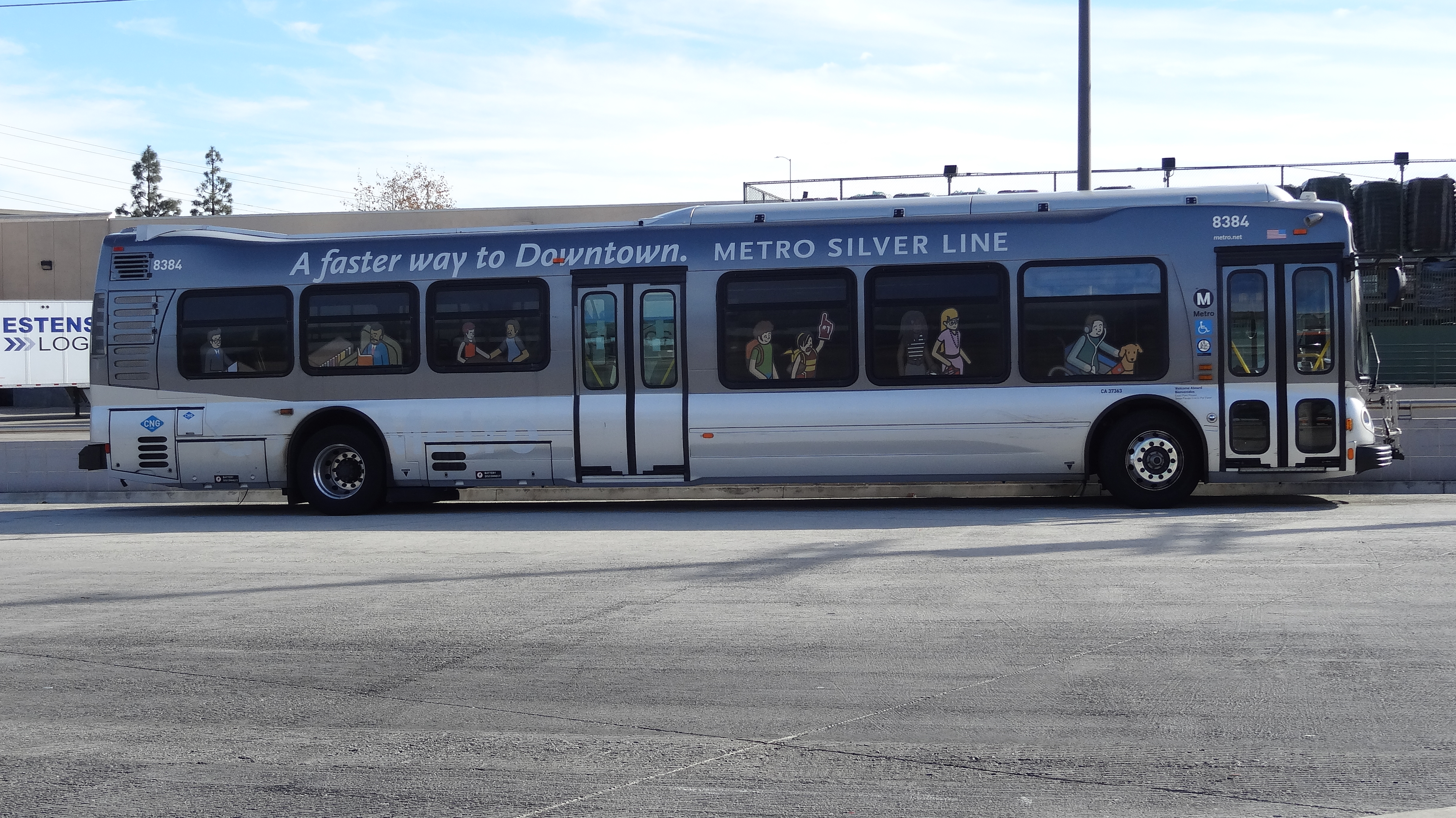
NABI compobus 45 della linea J a Harbor Gateway Transit Center

## Progetti futuri

### North Hollywood–Pasadena Transit Line
È ancora in fase di progettazione una nuova linea che collega la stazione Memorial Park sulla linea L con North Hollywood. L'apertura è pianificata per il 2024

### Conversione della linea G
La linea G, ormai saturata nelle ore di punta, potrebbe essere riconvertita in una metrotranvia. I viadotti utilizzati sono costruiti secondo gli standard per una metrotranvia, ma la conversione richiederebbe un'interruzione prolungata del servizio, vista la necessità di installare binari e catenaria. Si sitima che possa essere completata per il 2057 e consentirà di ridurre i tempi di percorrenza del 20%